# 대사물질
대사물질(代謝物質, 영어: metabolite) 혹은 대사산물(代謝産物)은 물질대사의 중간생성물 또는 생성물이다. 대사산물이라는 용어는 일반적으로 저분자로 제한해서 사용한다. 대사산물은 연료, 구조, 신호전달, 효소에 대한 촉진 및 저해 효과, 그 자신의 촉매 활성(일반적으로 효소에 대한 보조 인자로서), 방어, 다른 생물체와의 상호작용(예: 색소, 방향 화합물, 페로몬)을 포함하는 다양한 기능을 가지고 있다. 1차 대사산물은 정상적인 생장, 발생 및 생식에 직접적으로 관여한다. 에틸렌은 미생물공학에 의해 대규모로 생산되는 1차 대사산물의 예이다. 2차 대사산물은 이러한 과정들에 직접적으로 관여하지 않지만 대개 중요한 생태학적 기능을 가지고 있다. 예를 들면 수지, 테르펜 등의 항생제와 색소가 있다. 일부 항생제는 1차 대사산물인 트립토판으로부터 생성되는 악티노마이신과 같이 전구물질로 1차 대사산물을 사용한다. 일부 탄수화물들은 포도당이나 과당과 같은 대사산물로, 대사경로에 존재한다.
미생물공학에 의해 생산되는 1차 대사산물의 예는 다음과 같다.
| 종류           | 예                     |
| -------------- | ---------------------- |
| 알코올         | 에탄올                 |
| 아미노산       | 글루탐산, 아스파르트산 |
| 뉴클레오타이드 | 구아노신 일인산        |
| 항산화제       | 에리토르브산           |
| 유기산         | 아세트산, 젖산         |
| 폴리올         | 글리세롤               |
| 비타민         | 비타민 B2              |

대사체는 하나의 효소 화학 반응으로부터의 생성물이 다른 화학 반응에 대한 반응물인 대사 반응들의 대규모 네트워크를 형성한다.
화합물로부터 나오는 대사산물은, 내재적이든 제약(製藥)적이든, 그 화합물을 분해하고 제거하는 자연적인 생화학 과정의 일부로 형성된다. 화합물의 분해 속도는 그 작용의 지속 시간 및 강도의 중요한 결정 인자이다. 약물대사의 대사산물은 신약개발의 중요한 부분이며, 바라지 않는 부작용에 대한 이해로 이어진다.

## 같이 보기
- 물질대사
- 대사길항물질
- 대사조절분석
- 대사체학
- 대사경로